# Thập niên 680
Thập niên 680 hay thập kỷ 680 chỉ đến những năm từ 680 đến 689.